# Stéblová
Stéblová település Csehországban, a Pardubicei járásban. Stéblová Dolany, Lázně Bohdaneč, Čeperka, Srch, Staré Ždánice és Hrobice településekkel határos. Lakosainak száma 370 fő (2024. január 1.).

## Népesség
A település lakosságának változását az alábbi diagram mutatja:
| Lakosok száma | 162  | 235  | 244  | 180  | 134  | 224  | 246  | 242  | 282  | 370  |
|               | 1869 | 1900 | 1921 | 1961 | 1980 | 2011 | 2016 | 2019 | 2021 | 2024 |